# Amanda Barrie
Amanda Barrie (* 14. September 1935 in Ashton-under-Lyne, Lancashire, England als Shirley Ann Broadbent) ist eine britische Schauspielerin. 

## Leben
Die Enkeltochter eines Theaterbesitzers spielte bereits als junges Mädchen kleinere Rollen in Theateraufführungen. Schon während der Schulzeit begann sie eine Ausbildung an der Cone-Ripman-Schauspielschule. Nach der Scheidung der Eltern 1949 zog sie nach London, wo sie einige Jahre im Theatre Girls in Soho wohnte und als Statistin arbeitete. Ab 1958 trat sie unter dem Künstlernamen Amanda Barrie auf. Im April 1961 gab sie in einer Inszenierung von Babes In The Wood im Findsbury Park Empire schließlich ihr Bühnendebüt am Londoner West End. Bis in die sechziger Jahre hinein war die Bühnen ihr Hauptbetätigungsfeld. Sie spielte bzw. sang in Inszenierungen von Cabaret, Noël Cowards Private Lives, Shakespeares Was ihr wollt, Aladdin, Cinderella und Little by Little.
Als Filmschauspielerin spielte sie in Komödien wie Doctor In Distress (nach den "Dr. Sparrow"-Romanen von Richard Gordon) und der Disney-Produktion Wer hat unseren Dinosaurier geklaut?, in Dramen wie Absurd Person Singular (als Ehefrau von Paul Eddington) und in Musicals wie Stepping Out (mit Julia McKenzie). 1963 erhielt sie von Peter Rogers eine Rolle als emanzipierte Taxifahrerin in Carry On Cabby aus der langlebigen Carry-On…-Filmreihe. Im darauf folgenden Jahr spielte sie in einem weiteren Film der Reihe, Carry On Cleo die weibliche Hauptrolle, die ägyptische Herrscherin Kleopatra VII., als Parodie auf die Cleopatra Elizabeth Taylors aus dem gleichnamigen Monumentalfilm.
Bereits 1962 gab sie neben Donald Churchill in The Bulldog Breed ihr Fernsehdebüt. Es folgten zahlreiche Auftritten in Fernsehfilmen und -serien wie Morecambe and Wise (wobei sie auch als Tänzerin in Erscheinung trat), Koroshi, Time Of My Life, L For Lester und einer Fernsehadaption von Shakespeares Mitsommernachtstraum. In der Spielshow Double Your Money war sie sogar eine Zeit lang als Assistentin von Hughie Green tätig. 1981 trat sie in der Rolle der „Alma Sedgewick“, der Frau eines Cafébesitzers, erstmals in der Soap Opera Coronation Street auf. Zwar dauerte der Gastauftritt nur zwei Wochen, aber er folgten in den Jahren danach zahlreiche größere und kleinere Auftritte in dieser Rolle, ehe sie ab 1989 zum festen Mitglied des Ensembles wurde. 2001 ging Amanda Barrie in den Ruhestand und nahm ihren Abschied von der Coronation Street. In der Serienhandlung wurde der Ausstieg mit einer tödlichen Krebserkrankung des Charakters „Alma“ (inzwischen verheiratete „Baldwin“) begründet. Dennoch nahm sie gelegentlich Fernsehangebote an wie an wie in der Serie Bad Girls oder 2004 in der Reality-TV-Serie Hell's Kitchen.
Amanda Barrie heiratete 1967 den Schauspieler und Regisseur Robin Hunter, von dem sie seit längerer Zeit getrennt lebt. 2003 veröffentlichte sie ihre Autobiographie unter dem Titel It's not a rehearsal, in der die bis dahin die Öffentlichkeit scheuende Schauspielerin sehr offen über ihr Privatleben Auskunft gab.

## Filmografie (Auswahl)
- 1959: Operation Bullshine
- 1962: The Bulldog Breed
- 1963: Doktor in Nöten (Doctor in Distress)
- 1963: Ist ja irre – diese müden Taxifahrer (Carry On Cabby)
- 1964: Ist ja irre – Cäsar liebt Cleopatra (Carry On Cleo)
- 1966: Koroshi
- 1971: A Midsummer Night’s Dream
- 1975: Wer hat unseren Dinosaurier geklaut? (One of Our Dinosaurs Is Missing)
- 1981–1982, 1989–2001: Coronation Street
- 2003: Doctors
- 2003–2006: Bad Girls